# Malapropizm
Malapropizm (fr. mal-à-propos „nie w porę”) – omyłka słowna polegająca na użyciu w wypowiedzi wyrazu o mylnym znaczeniu zamiast podobnego w brzmieniu właściwego wyrazu, tj. pomylenie paronimów. Chodzi przede wszystkim o wyrazy obce bądź książkowe, nieznane ludziom niewykształconym. Najczęściej efekty tak ukształtowanej wypowiedzi są komiczne.
Malapropizmy powstają m.in. w wyniku pomylenia znaczeń rzadko używanych słów, pisowni wyrazów, które są homofonami w języku (akcencie) danej osoby czy też ich postaci wizualnej (na poziomie pisowni u dzieci). Niekiedy malapropizm ma charakter błędu kompetencji (jeśli występuje konsekwentnie); choć może także przybrać formę niesystematycznej omyłki słowno-pisarskiej, wówczas mamy do czynienia z błędem performancji. Malapropizmy bywają również wprowadzane celowo, dla uzyskania efektu humorystycznego bądź artystycznego. W utworach literackich jest to zabieg służący charakteryzacji postaci.
Malapropizmy spotykane są zarówno w mowie osób posługujących się językiem ojczystym, jak i w mowie osób, dla których dany język jest językiem wyuczonym.
Przykład:
- Przy drzwiach zainstalowany jest czytelnik kart magnetycznych. (zamiast: czytnik)
- Daruj sobie swoje iluzje. (zamiast: aluzje)
- No nic, stało się, szklanka zapadła. (zamiast: klamka)
- Uczę się, bynajmniej się staram. (zamiast: przynajmniej)

Malapropizmy wpływają na kształt praktyki językowej, rzutując niekiedy na proces ewolucji języka. Zdarza się, że tego typu błąd utrwala się w języku, tworząc upowszechnioną, niejednostkową innowację. Przestaje wówczas być malapropizmem i omyłką słowną. W przypadku polszczyzny zjawisko to nastąpiło w odniesieniu do słowa „bynajmniej”, które bywa regularnie używane w znaczeniu „przynajmniej”, zwłaszcza w Polsce centralnej i na Pomorzu (przy czym takie znaczenie wyrazu wykracza poza ramy polskiego języka standardowego). Podobna zmiana jest sankcjonowana w obrębie kaszubskiej normy literackiej (gdzie bënômni to synonim przënômni).